# Freimadlsäge
Freimadlsäge ist ein Gemeindeteil von Büchlberg im niederbayerischen Landkreis Passau. Es handelt sich um einen Weiler mit zwölf Einwohnern.
Freimadlsäge liegt im südlichen Bayerischen Wald nordöstlich vom Hauptort Büchlberg an der Erlau. Der Ort liegt an der Staatsstraße 2128. 